# Sowiecka Republika Naissaar
Sowiecka Republika Naissaar (ros. Советская республика Найссаара, est. Naissaare Nõukogude Vabariik) lub Sowiecka Republika Marynarzy i Budowniczych Fortecy (ros. Советская республика матросов и строителей) lub Wolny Nargen (ros. Вольный Нарген) – quasi-państwo istniejące w okresie od 17 grudnia 1917 do 26 lutego 1918 roku na estońskiej wyspie Nargen (aktualnie Naissaar), będącej wówczas częścią Imperium Rosyjskiego. Powierzchnia niewielkiej republiki wynosiła 18,6 km², a zamieszkiwało ją ok. 300 osób.

## Historia

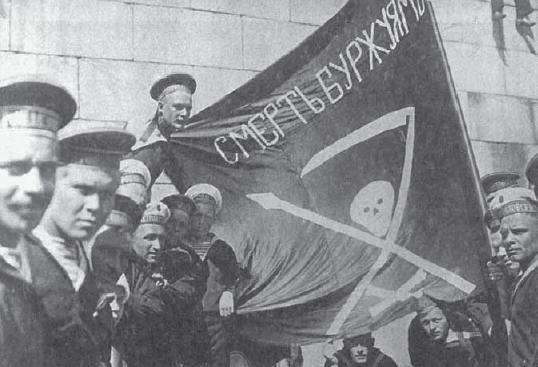
Marynarze pancernika „Pietropawłowsk” w Helsinkach (1917). Napis na fladze: „śmierć burżujom”

Podczas rewolucji lutowej w Rosji przy wyspie Nargen stacjonował należący do Floty Bałtyckiej pancernik „Pietropawłowsk”. Niedługo po wybuchu rewolucji październikowej, 17 grudnia 1917 władzę na wyspie przejęli marynarze owego okrętu oraz robotnicy budujący fortecę. Ogłoszono wówczas powstanie miniaturowego quasi-państwa – Sowieckiej Republiki Marynarzy i Budowniczych Fortecy Wyspy Naissaar, które w dużym stopniu odwoływało się do idei anarchokomunizmu. Powołano Radę Ludową, a na jej przewodniczącego wybrano Stepana Pietriczenkę. Rada szybko przystąpiła do sporządzania konstytucji, na stolicę wyznaczono wieś Lõunaküla, a na hymn Międzynarodówkę. Planowano również emisję pieniądza, ale jego nazwa nie jest znana. Rada nie uznawała władz bolszewickich, a w Cesarstwie Niemieckim widziała wrogów dla wyspiarskiego państwa. Republika liczyła pow. 200 „obywateli”.
Republika nie przetrwała długo, ponieważ została rozwiązana 26 lutego 1918 roku, wraz z wejściem na wyspę wojsk Cesarstwa Niemieckiego. Rosyjscy rewolucjoniści ewakuowali się najpierw do Helsinek, a następnie na wyspę Kronsztad.